# 寶園的埃文斯女男爵娜塔莉·埃文斯
，MBE，PC（1975年11月29日—），是英國保守黨黨員與上議院議員。2014年9月12日，歐樂怡獲哈林蓋區寶園作封邑，成為終身貴族，並於10月進入上議院，時為院內最年輕的女貴族。
2015年政府期間，歐樂怡是上議院的政府黨鞭，並在2016年1月發表「如果我們要有效地恢復長期服刑者的正常生活，教育必須是我國懲教制度的重點」（"education must be at the heart of our prison system if we are to rehabilitate effectively"）。
2016年7月14日，新任英國首相文翠珊任命歐樂怡為保守黨上議院領袖及掌璽大臣。

## 外部連結
- 歐樂怡女男爵 （页面存档备份，存于）——英國國會

| 官衔                    | 官衔                          | 官衔 |
| ----------------------- | ----------------------------- | ---- |
| 前任者： 司徒慧兒女男爵 | 上議院領袖 2016年－           | 現任 |
| 前任者： 司徒慧兒女男爵 | 掌璽大臣 2016年－             | 現任 |
| 政党职务                |                               |      |
| 前任者： 司徒慧兒女男爵 | 英國上議院保守黨領袖 2016年－ | 現任 |